# Llista de topònims de Térmens
Llista de topònims (noms propis de lloc) del municipi de Térmens, a la Noguera
Informació actualitzada per un bot. Els canvis manuals es perdran quan s'actualitzi!

## casa
| imatge | Nom                          | Ubicat a | instància de | Detalls                                  | coordenades                                                                                      | Protecció                                  | Commons (més fotos)          | Dades a WD                    |
| ------ | ---------------------------- | -------- | ------------ | ---------------------------------------- | ------------------------------------------------------------------------------------------------ | ------------------------------------------ | ---------------------------- | ----------------------------- |
|        | antiga fusteria de Térmens   | Térmens  | casa         | Estil: gòtic tardà 16th century          | 41° 43′ 05″ N, 0° 45′ 34″ E / 41.718014°N,0.759425°E ca:Pl. de Manuel Bertrand, Térmens 202 msnm | bé integrant del patrimoni cultural català | Antiga fusteria de Térmens   | Modifica les dades a Wikidata |
|        | habitatge al carrer Major, 7 | Térmens  | casa         | Estil: arquitectura popular 17th century | 41° 43′ 07″ N, 0° 45′ 32″ E / 41.71848°N,0.758902°E 207 msnm                                     | bé integrant del patrimoni cultural català | Habitatge al carrer Major, 7 | Modifica les dades a Wikidata |
|        | habitatge al carrer Major, 9 | Térmens  | casa         | Estil: arquitectura popular 17th century | 41° 43′ 07″ N, 0° 45′ 32″ E / 41.718573°N,0.758888°E 206 msnm                                    | bé integrant del patrimoni cultural català | Habitatge al carrer Major, 9 | Modifica les dades a Wikidata |

## església
| imatge | Nom                          | Ubicat a | instància de | Detalls                                              | coordenades                                                                                   | Protecció                                            | Commons (més fotos)                    | Dades a WD                    |
| ------ | ---------------------------- | -------- | ------------ | ---------------------------------------------------- | --------------------------------------------------------------------------------------------- | ---------------------------------------------------- | -------------------------------------- | ----------------------------- |
|        | Antiga església de Sant Joan | Térmens  | església     | Estil: gòtic tardà arquitectura barroca 14th century | 41° 43′ 09″ N, 0° 45′ 32″ E / 41.719053°N,0.758905°E ca:Plaça de l'Església 208 msnm          | bé d'interès cultural bé cultural d'interès nacional | Església Vella de Sant Joan de Térmens | Modifica les dades a Wikidata |
|        | Sant Joan de Térmens         | Térmens  | església     | 20th century                                         | 41° 43′ 03″ N, 0° 45′ 47″ E / 41.717638°N,0.763134°E ca:Carrer de l'Estació, Térmens 206 msnm | bé integrant del patrimoni cultural català           | Sant Joan de Térmens                   | Modifica les dades a Wikidata |

## granja
| imatge | Nom                            | Ubicat a | instància de | Detalls | coordenades                                                          | Protecció | Commons (més fotos) | Dades a WD                    |
| ------ | ------------------------------ | -------- | ------------ | ------- | -------------------------------------------------------------------- | --------- | ------------------- | ----------------------------- |
|        | Granges de l'Aleix             | Térmens  | granja       |         | 41° 43′ 25″ N, 0° 46′ 25″ E / 41.723732649554°N,0.77353329331034°E   |           |                     | Modifica les dades a Wikidata |
|        | Granges de l'Andorrà           | Térmens  | granja       |         | 41° 43′ 51″ N, 0° 46′ 36″ E / 41.730910395733°N,0.776633746846669°E  |           |                     | Modifica les dades a Wikidata |
|        | Granges del Boter              | Térmens  | granja       |         | 41° 43′ 50″ N, 0° 49′ 22″ E / 41.7305238558014°N,0.822743656956516°E |           |                     | Modifica les dades a Wikidata |
|        | Granges del Fidel Pasqual      | Térmens  | granja       |         | 41° 43′ 14″ N, 0° 46′ 19″ E / 41.7205970504849°N,0.771928524359328°E |           |                     | Modifica les dades a Wikidata |
|        | Granges del Pompílio           | Térmens  | granja       |         | 41° 43′ 06″ N, 0° 46′ 47″ E / 41.718448791285°N,0.77972612764912°E   |           |                     | Modifica les dades a Wikidata |
|        | Granja de Campabadal           | Térmens  | granja       |         | 41° 42′ 57″ N, 0° 45′ 58″ E / 41.715747409628°N,0.766146052075939°E  |           |                     | Modifica les dades a Wikidata |
|        | Granja de Canyadell            | Térmens  | granja       |         | 41° 42′ 56″ N, 0° 45′ 52″ E / 41.7155678806104°N,0.764325189428852°E |           |                     | Modifica les dades a Wikidata |
|        | Granja del Bellmunt            | Térmens  | granja       |         | 41° 42′ 49″ N, 0° 45′ 49″ E / 41.7136531613832°N,0.763586238848293°E |           |                     | Modifica les dades a Wikidata |
|        | Granja del Quelet del Quelillo | Térmens  | granja       |         | 41° 42′ 53″ N, 0° 45′ 49″ E / 41.7147779577994°N,0.763535208340651°E |           |                     | Modifica les dades a Wikidata |
|        | Granja del Senyor Alfredo      | Térmens  | granja       |         | 41° 43′ 33″ N, 0° 47′ 10″ E / 41.7257989955949°N,0.786175361546887°E |           |                     | Modifica les dades a Wikidata |
|        | Granja del Soler               | Térmens  | granja       |         | 41° 42′ 31″ N, 0° 45′ 56″ E / 41.708657°N,0.765549°E                 |           |                     | Modifica les dades a Wikidata |
|        | Granja del Soler Roca          | Térmens  | granja       |         | 41° 43′ 01″ N, 0° 46′ 50″ E / 41.7170367485686°N,0.780622218766494°E |           |                     | Modifica les dades a Wikidata |
|        | Granja del Tartareu            | Térmens  | granja       |         | 41° 43′ 21″ N, 0° 47′ 22″ E / 41.7226187928063°N,0.789398175866979°E |           |                     | Modifica les dades a Wikidata |
|        | Granja del Tena                | Térmens  | granja       |         | 41° 44′ 18″ N, 0° 47′ 20″ E / 41.7383980662622°N,0.788941038627085°E |           |                     | Modifica les dades a Wikidata |
|        | Granja del Torres              | Térmens  | granja       |         | 41° 42′ 31″ N, 0° 45′ 20″ E / 41.7085700203382°N,0.755553551218351°E |           |                     | Modifica les dades a Wikidata |
|        | Granja del Xanet               | Térmens  | granja       |         | 41° 42′ 48″ N, 0° 46′ 34″ E / 41.713354536578°N,0.776037159879049°E  |           |                     | Modifica les dades a Wikidata |

## masia
| imatge | Nom               | Ubicat a | instància de | Detalls | coordenades                                                                   | Protecció | Commons (més fotos) | Dades a WD                    |
| ------ | ----------------- | -------- | ------------ | ------- | ----------------------------------------------------------------------------- | --------- | ------------------- | ----------------------------- |
|        | Mas de la Soguera | Térmens  | masia        |         | 41° 43′ 32″ N, 0° 46′ 42″ E / 41.7256311363526°N,0.778414803240571°E          |           |                     | Modifica les dades a Wikidata |
|        | Mas del Pepi      | Térmens  | masia        |         | 41° 43′ 05″ N, 0° 48′ 14″ E / 41.718010677804°N,0.80378250183993°E            |           |                     | Modifica les dades a Wikidata |
|        | Masia de l'Oriol  | Térmens  | masia        |         | 41° 43′ 43″ N, 0° 48′ 40″ E / 41.72861944°N,0.81098333°E 218 msnm             |           |                     | Modifica les dades a Wikidata |
|        | Masia del Potetes | Térmens  | masia        |         | 41° 43′ 44″ N, 0° 48′ 38″ E / 41.7289874061128°N,0.81061643270268°E           |           |                     | Modifica les dades a Wikidata |
|        | Masia del Serret  | Térmens  | masia        |         | 41° 42′ 21″ N, 0° 47′ 49″ E / 41.70586389°N,0.79705556°E 196 msnm             |           |                     | Modifica les dades a Wikidata |
|        | Masia dels Roters | Térmens  | masia        |         | 41° 44′ 26″ N, 0° 48′ 09″ E / 41.7406°N,0.802521°E 219 msnm                   |           |                     | Modifica les dades a Wikidata |
|        | Torre Calbet      | Térmens  | masia        |         | 41° 42′ 52″ N, 0° 49′ 47″ E / 41.7145706387314°N,0.829725185739436°E 227 msnm |           |                     | Modifica les dades a Wikidata |
|        | Torre Llop        | Térmens  | masia        |         | 41° 43′ 28″ N, 0° 49′ 43″ E / 41.7244547579626°N,0.828514840422759°E          |           |                     | Modifica les dades a Wikidata |
|        | Torre Medrano     | Térmens  | masia        |         | 41° 43′ 43″ N, 0° 49′ 16″ E / 41.728592607829°N,0.821113687571138°E           |           |                     | Modifica les dades a Wikidata |
|        | el Cortijo        | Térmens  | masia        |         | 41° 42′ 43″ N, 0° 46′ 01″ E / 41.7118384772601°N,0.76706273259065°E           |           |                     | Modifica les dades a Wikidata |

## Misc
| imatge | Nom                                       | Ubicat a                                                                               | instància de                                   | Detalls                                      | coordenades | Protecció                                            | Commons (més fotos) | Dades a WD                    |
| ------ | ----------------------------------------- | -------------------------------------------------------------------------------------- | ---------------------------------------------- | -------------------------------------------- | --- | ---------------------------------------------------- | ------------------- | ----------------------------- |
|        | Carrer Major i plaça de l'Església        | Térmens                                                                                | carrer                                         | Estil: arquitectura popular                  | 41° 43′ 08″ N, 0° 45′ 32″ E / 41.7188°N,0.75882°E                                                                                     | bé integrant del patrimoni cultural català           |                     | Modifica les dades a Wikidata |
|        | Estació de Carrilet                       | Térmens                                                                                | edifici                                        | Estil: noucentisme                           | 41° 43′ 04″ N, 0° 45′ 56″ E / 41.717792°N,0.765608°E                                                                                  | bé integrant del patrimoni cultural català           |                     | Modifica les dades a Wikidata |
|        | Estació de Térmens                        | Térmens                                                                                | estació de ferrocarril edifici                 | Estil: arquitectura modernista               | 41° 43′ 00″ N, 0° 45′ 47″ E / 41.71655555555556°N,0.7630277777777777°E 207 msnm                                                       |                                                      | Estació de Térmens  | Modifica les dades a Wikidata |
|        | Polígon industrial del Tossal de la Bassa | Térmens                                                                                | polígon industrial                             |                                              | 41° 42′ 23″ N, 0° 45′ 10″ E / 41.7064641983715°N,0.752874576876335°E                                                                  |                                                      |                     | Modifica les dades a Wikidata |
|        | Pont de la Sucrera                        | Menàrguens Térmens                                                                     | pont                                           | Travessa: Segre                              | 41° 43′ 09″ N, 0° 45′ 25″ E / 41.71913°N,0.756906°E 193 msnm                                                                          |                                                      | Pont de la Sucrera  | Modifica les dades a Wikidata |
|        | Segre                                     | Catalunya Pirineus Orientals                                                           | riu curs d'aigua riu aurífer                   | Desemboca: Ebre Llarg: 265km Conca: 22400km² | 42° 24′ 09″ N, 2° 06′ 30″ E / 42.4025°N,2.1084°E 41° 21′ 48″ N, 0° 18′ 16″ E / 41.3633°N,0.3044°E                                     |                                                      | Segre River         | Modifica les dades a Wikidata |
|        | Térmens                                   | Térmens                                                                                | entitat singular de població capital municipal | 1344 hab                                     | 41° 43′ 00″ N, 0° 46′ 00″ E / 41.71667°N,0.76667°E 207 msnm                                                                           |                                                      |                     | Modifica les dades a Wikidata |
|        | cabana de Cisco del Francisquet           | Térmens                                                                                | cabana                                         |                                              | 41° 42′ 09″ N, 0° 45′ 46″ E / 41.7024043548736°N,0.762666306947825°E                                                                  |                                                      |                     | Modifica les dades a Wikidata |
|        | canal de Balaguer                         | Camarasa Balaguer Vallfogona de Balaguer Térmens Vilanova de la Barca Alcoletge Lleida | canal                                          | Desemboca: Segre                             | 41° 50′ 05″ N, 0° 49′ 48″ E / 41.834585°N,0.8300419444444445°E 41° 37′ 18″ N, 0° 38′ 44″ E / 41.62159111111111°N,0.6455288888888888°E |                                                      | Canal de Balaguer   | Modifica les dades a Wikidata |
|        | casa consistorial de Térmens              | Térmens                                                                                | casa consistorial                              |                                              | 41° 43′ 02″ N, 0° 45′ 36″ E / 41.717270239082346°N,0.7601074533235653°E                                                               |                                                      |                     | Modifica les dades a Wikidata |
|        | castell de Térmens                        | Térmens                                                                                | castell                                        |                                              | 41° 43′ 09″ N, 0° 45′ 32″ E / 41.7191888889°N,0.75895°E ca:Plaça de l'Església, Térmens 208 msnm                                      | bé d'interès cultural bé cultural d'interès nacional | Castell de Térmens  | Modifica les dades a Wikidata |
|        | molí de Térmens                           | Térmens                                                                                | molí d'aigua                                   | Estil: arquitectura popular 15th century     | 41° 43′ 12″ N, 0° 45′ 38″ E / 41.720059°N,0.760447°E ca:Camí del riu, Térmens 187 msnm                                                | bé integrant del patrimoni cultural català           | Molí de Térmens     | Modifica les dades a Wikidata |
|        | riu Corb                                  | Noguera Segrià Conca de Barberà Pla d'Urgell Urgell província de Lleida                | curs d'aigua                                   | Desemboca: Segre Llarg: 57km                 | 41° 40′ 41″ N, 0° 42′ 45″ E / 41.678°N,0.71242°E 41° 32′ 33″ N, 1° 21′ 21″ E / 41.542506°N,1.355713°E                                 |                                                      | Corb River          | Modifica les dades a Wikidata |